# Саксаганська волость
Саксаганська волость — адміністративно-територіальна одиниця Верхньодніпровського повіту Катеринославської губернії.
Станом на 1886 рік — складалася з 1 поселення, 1 сільської громади. Населення — 4603 особи (2415 чоловічої статі та 2188 — жіночої), 865 дворових господарств.
|                    | Площа, десятин | У тому числі орної, десятин |
| ------------------ | -------------- | --------------------------- |
| Сільських громад   | 13019          | 8709                        |
| Казенної власності | 2201           | 630                         |
| Іншої власності    | 120            | 80                          |
| Загалом            | 15340          | 9419                        |

Єдине поселення волості:
- Саксагань — село при річці Саксагань за 50 верст від повітового міста, 4603 особи, 865 дворів, православна церква, єврейський молитовний будинок, лікарня, 2 школи, залізнична станція, поштове відділення, аптека, арештанський будинок, 12 лавок, 3 постоялих двори, 2 горілчаних склади, 5 ярмарків на рік, базари по неділях та п'ятницях.